# Alfred J. Kwak
Alfred J. Kwak ist eine Zeichentrickserie nach der Musikfabel Alfred Jodocus Kwak des niederländischen Liederkomponisten Herman van Veen, die 1989 bis 1990 in Zusammenarbeit von VARA (Niederlande), ZDF (Deutschland), TV Tokyo (Japan) und TVE (Spanien) entstand. Regie führte Hiroshi Saitō (斉藤 博). Die Titelfigur ist ein Waisen-Enterich, dessen sich der Maulwurf Henk angenommen hat. Henk ist Alfreds Ziehvater, aber auch sein Freund und Berater. Alle Figuren in der Serie sind vermenschlichte Tiere. Die Serie wurde in Deutschland vom 13. Oktober 1990 bis 16. Februar 1993 im ZDF erstausgestrahlt und gewann viele Preise, darunter auch die Goldene Kamera 1990 der Zeitschrift Hörzu für das beste Kinderprogramm.

## Musik
Die Musik für die Zeichentrickserie haben Herman van Veen, Nard Reijnders, Harry Sacksioni und Erik van der Wurff komponiert.
Mit Ausnahme der Titel- und Abspannmusik wurden in der japanischen Synchronfassung alle gesungenen Lieder original in niederländischer Sprache gespielt. Für die deutsche und zum Teil weitere anderssprachige Fassungen wurden die Lieder entsprechend übersetzt neu eingesungen, in anderen Ausstrahlungen hingegen ausschließlich instrumental ohne Gesang gespielt.
Viele Lieder sowie die instrumentale Begleitmusik wurden nicht exklusiv für die Serie komponiert, sondern überwiegend aus bereits vorhandenen Alben van Veens bzw. van der Wurffs entnommen, so stammt beispielsweise das Abspannslied Warum bin ich so fröhlich (dt.) bzw. Zo vrolijk (ndl.) aus dem 1986 erschienenen Album Anne. Einige Lieder kamen bereits in älteren Serien und Filmen, beispielsweise in Die seltsamen Abenteuer des Herman van Veen, vor. In der Folge 36 (Michael Duckson) wird als Hauptbestandteil das Lied Bleib von Haindling mit neuem Text verwendet.
Der Abspann enthielt in seiner ursprünglichen Version im Rahmen der ZDF-Ausstrahlungen noch die Liedzeile „Das war es für heut’, es hat mich gefreut, bis zum nächsten Treff, hier im ZDF“; in späteren Ausstrahlungen wurde zunächst der Bezug auf das ZDF entfernt, später wurde die gesamte Zeile herausgeschnitten.
|             | Vorspann                                                                            | Abspann                                                                             |
| ----------- | ----------------------------------------------------------------------------------- | ----------------------------------------------------------------------------------- |
| Titel       | Spetter Pieter Pater Plätscher, Plitscher, Feder Yakusoku da yo (約束だよ)          | Zo vrolijk Warum bin ich so fröhlich Happy Happy (ハッピー・ハッピー)               |
| Gesang      | Herman van Veen                                                                     | Herman van Veen & Ryan van den Akker                                                |
| Gesang      | Megumi Hayashibara Ryan van den Akker & Herman van Veen                             |                                                                                     |
| Komposition | Herman van Veen                                                                     | Herman van Veen                                                                     |
| Mitwirkende | Übersetzung: Kazuko Sakata (さかたかずこ) Bearbeitung: Michiaki Katō (加藤みちあき) | Übersetzung: Kazuko Sakata (さかたかずこ) Bearbeitung: Michiaki Katō (加藤みちあき) |

## Vorgeschichte
Im beginnenden Sommer eines nicht genannten Jahres treffen sich Henk und Johann Kwak, der Vater von Alfred. Henk macht ihm den Vorschlag, zu heiraten. Johann, der lieber seine Freiheit genießt, möchte das aber nicht, bis er auf einmal eine Ente mit dem Namen Anna kennenlernt. Beide verlieben sich sofort ineinander, jedoch ergreift Johann aus Verlegenheit die Flucht. Im späteren Verlauf der Handlung treffen sich beide erneut und gründen eine Familie. Alfred ist das erste von mehreren Geschwistern, der sofort aus dem Ei schlüpft und die Welt erkunden möchte. Als er wieder eingefangen ist und zum Nest zurückgetragen wird, macht Henk seinem Vater den Vorschlag, das kleine Entchen Alfred zu nennen, weil sein Großvater so hieß. Außerdem würde ihm noch der Beiname Jodocus gut stehen, weil er so ein Herumtreiber sei. Johann ist mit diesem Vorschlag einverstanden.
Die kleine Entenfamilie lebt glücklich miteinander, bis eines Tages durch Bauarbeiten für einen Vergnügungspark in ihrer Heimat der einzige Waldabschnitt für die Familie unbewohnbar wird. Henk macht Johann den Vorschlag, dass die Familie doch mit ihm ins Haus seines Großvaters ziehen könnte. Nach einigem Zögern willigt Johann ein, da ihm selbst nichts Besseres einfällt. So macht sich die Familie auf die Reise. Alfred, der in der Nacht zuvor aus dem Nest ausgebüxt ist und den noch nicht fertiggebauten Vergnügungspark erkundet, fängt erstmals an zu sprechen, als er eine elektronische Gorillapuppe in Gang setzt.
Alfred läuft ständig von der Gruppe weg, weil es auf dem Weg so viele Dinge gibt, die ihn interessieren. In einer regnerisch-gewitterigen Nacht muss die gesamte Entenfamilie eine gefährliche Straße überqueren. Alfred läuft schon wieder weg, aber Henk rennt ihm hinterher. Währenddessen möchte die restliche Familie die Straße überqueren. Als Henk Alfred endlich wieder eingefangen hat, hören beide plötzlich einen lauten Knall und sehen wenig später das Unglück: Johann, Anna und Alfreds Geschwister, die allesamt namenlos waren, wurden überfahren, oder von einem Auto erfasst, die Leichen der Enten waren jedoch nicht zu sehen. Einzig der große Holzschuh, in dem die Familie ihr Nest für die Kinder hatte, ist übrig und wird Alfreds zukünftiger Schlafplatz. Fahrer des Wagens waren Herr Rokodil und sein Geschäftspartner, der Inhaber des Vergnügungsparks. Diese hatten keineswegs den Tod der Entenfamilie beabsichtigt, sondern einfach die Kontrolle über ihren Wagen verloren, als sie von einem Blitz erschreckt wurden. Alfreds Eltern und seine Geschwister erkannten die Autoscheinwerfer noch, konnten aber nicht mehr ausweichen.
Alfred und Henk ziehen schließlich allein zum Haus seines Großvaters weiter. Henk wird Alfreds Ziehvater und bezeichnet Alfred deshalb auch scherzhaft als Maulwurfente.

## Figuren
Alfred Jodocus Kwakist eine kleine gelbe Ente, die in einem ausgebauten Holzschuh in Großwasserland lebt. Er ist mutig, voller Tatendrang und immer besorgt um das Wohl anderer – und bringt sich und seinen Ziehvater Henk dadurch nicht selten in Gefahr. Seine richtigen Eltern (Anna und Johann Kwak) und Geschwister kamen bei einem Verkehrsunfall ums Leben. Synchronsprecherin ist die niederländische Musikerin Ryan van den Akker.
Henkist ein sehr intelligenter Maulwurf und anerkannter Bergbau-Experte, der Alfred nach dem Tod von dessen Eltern aufzieht und ihm in fast all seinen Abenteuern zur Seite steht. Alfred betrachtet ihn als seinen Vater und zugleich als seinen besten Freund. Er ist stark kurzsichtig. Sein Charakter zeichnet sich einerseits durch ein sehr gutmütiges und tapferes Wesen sowie durch eine große Ruhe und Gelassenheit aus. Selbst in gefährlichen Situationen oder bei schwierigen Fragestellungen behält er immer einen kühlen Kopf und steht Alfred und anderen Charakteren mit gut durchdachten Ratschlägen zur Seite. Außerdem war er bereits mit den Eltern von Alfred eng befreundet.
Winnie Wannaist Alfreds Freundin, eine schwarze Ente. Ihr Vater Kwah Wanna ist der Anführer der schwarzen Widerständler gegen die Rassentrennung in ihrer Heimat Gänseland. Er hat Winnie und ihren Bruder Tom nach Großwasserland in Sicherheit gebracht, um seinen Kampf ohne Gefahr für seine Kinder fortsetzen zu können. Winnie war zwischenzeitlich in den Sänger Michael Duckson (eine Anspielung auf den Popstar Michael Jackson) verliebt, gesteht aber später Alfred ihre Liebe. In der letzten Folge wird Winnie von Alfred aus den Fängen von Kra befreit, ob die beiden danach ein Paar werden, bleibt offen.
Professor Paljasist ein Eisbär und ein vielseitiger Wissenschaftler, der Alfred immer wieder auf waghalsige Missionen rund um die Welt mitnimmt. Dabei dient ihnen meistens seine riesige fliegende Windmühle als Transportmittel, die sich wahlweise auch zum U-Boot oder Raumschiff umfunktionieren lässt. Er ist ein großer Erfinder, der für schwierige Situationen allerlei technische Möglichkeiten parat hat.
Kraist eine Krähe und seit Kindertagen Alfreds Gegenspieler. Er ist nur eine halbe Krähe, da seine Mutter eine Amsel war, deshalb ist, wie sich auch später herausstellt, sein Schnabel eigentlich nicht schwarz, sondern gelb. Er muss ihn mit Schuhcreme schwarz einfärben. Außerdem kommt er aus sehr schwierigen Verhältnissen. Er verlor seine Mutter sehr früh, sein Vater möchte nichts von ihm wissen, da er Alkoholiker ist. Zudem brach er sich, nachdem er zusammen mit Alfred in einen Brunnen fiel, seinen rechten Flügel und gibt im weiteren Verlauf der Geschichte immer wieder an, unter den Schmerzen zu leiden. Schon als Kind gerät er mit dem Gesetz in Konflikt, später wird er immer grausamer und ist nur auf Ausübung und Erhaltung von Macht aus sowie in allerlei kriminelle Machenschaften, wie z. B. Waffenschmuggel, verwickelt. Er gründet schließlich die „Nationale Krähenpartei“ (eine Anspielung auf die NSDAP), mit der er zeitweise die Macht in Großwasserland übernimmt; später aber wird er mit Alfreds Hilfe gestürzt. Im Original lautet Kras Name Dolf als Anspielung auf Adolf Hitler, dessen Verhalten er partiell adaptiert.
 Am Ende der Serie ist Kra wegen offensichtlicher Spielsucht sehr hoch verschuldet und muss deshalb nach wie vor kriminelle Aufträge annehmen. Er wird schließlich mit Alfreds Hilfe von der Polizei geschnappt und wegen all seiner Verbrechen zu 26 Jahren Gefängnis verurteilt, jedoch gelingt ihm der Ausbruch, da ein Gefängniswärter ein ehemaliger Komplize von ihm ist und ihn bei diesem Vorhaben unterstützt. Nachdem er Alfreds Freundin Winnie entführt hat und auch dieser Plan von Alfred durchkreuzt wurde, wird er erneut von der Polizei geschnappt. Sein weiterer Verbleib ist jedoch unklar.
Ollieist ein Storch und einer von Alfreds ältesten Freunden. Er studiert später Jura und geht in die Politik; nach der Einführung freier Wahlen wird er durch Alfreds Fürsprache der erste demokratisch gewählte Präsident von Großwasserland.
Franz Ferdinand IIist ein Löwe und der ziemlich unbedarfte König von Großwasserland. Nachdem er die Amtsgeschäfte seines Vaters, Richard des Dritten, übernimmt, ist er zunächst mehr an seinem Limonadenbad interessiert als an Politik. Erst Kras Putsch und sein zeitweiliges Exil wecken seinen Willen, dem Volk ein guter König zu sein; nach seiner Reinthronisierung wandelt er Großwasserland in eine konstitutionelle Monarchie um und veranlasst freie Wahlen. Er ist benannt nach dem historischen Franz Ferdinand von Österreich-Este.
Lispelist eine krankhaft neugierige Qualle, die sich häufig in einem Wagen mit eingebauter Salzwasserwanne durch die Gegend kutschieren lässt und als Spion arbeitet. Das Geld, das Lispel für ihre Informationen erhält, ist ihr dabei weniger wichtig als das Spionieren an sich.
Stibitziist im Original eine männliche, und in der deutschen Übersetzung eine weibliche Elster, und schon seit Kindheitstagen mit Alfred und Henk befreundet, die eine Vorliebe für glänzende, funkelnde Gegenstände hat und deshalb oft zum Dieb wird, ohne sich danach daran zu erinnern, weshalb sie oft in peinliche Situationen gerät. Sie wird später, wegen ihrer Vorliebe für Diamanten, Bohrexpertin auf einer Ölplattform, außerdem war sie mit Alfred und Henk in Atlantis, begleitete sie und Professor Palias auf ihrer Expedition in den Regenwald, wo sie sich wieder einmal nicht beherrschen konnte, und den Topf mit Gold unter dem Regenbogen stahl, der später von Kra geraubt, und schließlich von Alfred zurückgebracht wurde. Stibitzi bereute ihren Diebstahl zu tiefst. Im Original heißt er Pikkie.
Kapitän Stoppelist ein großer stoppelbärtiger Seelöwe, der stets mit einer blauen Jacke, einer blauen Hose, einem braunen Pullover sowie gelben Gummistiefeln und einer Kapitänsmütze bekleidet ist. Er steuert das Schiff, mit dem Alfred und Professor Palias gelegentlich zu ihren Reisen unterwegs sind. Er ist gutherzig, freundlich und mutig und außerdem ein begeisterter und erfahrener Seefahrer.
Bürgermeister Rokodilist Bürgermeister von Deichstadt und ein skrupelloser Geschäftsmann, der zusammen mit seinem Geschäftspartner Hippo Nilpferd nur an Profit denkt und lediglich das Ziel vor Augen hat, noch reicher zu werden, als er ohnehin schon ist. Dabei involviert er auch immer wieder Kra, der für ihn Auftragsdiebstähle durchführen soll, so beispielsweise die Pläne für ein Solarkraftwerk oder für den Supertreibstoff, der Öl ersetzen soll – beides Erfindungen von Professor Palias. Obwohl es immer wieder offensichtlich ist, dass Rokodil in diese kriminellen Geschäfte verwickelt ist, wird er niemals für seine Taten zur Rechenschaft gezogen.
Kater Kratznagelist ein großer dicker Kater, der mit seiner roten Jacke und seinem schwarzen Hut wie ein Pirat aussieht. Er trägt ein Messer am Gürtel, führt stets ein Gewehr bei sich und hat keine Hemmungen beide Waffen zu benutzen. Außerdem hat er sehr scharfe spitze Zähne und gelbleuchtende unheimlich anmutende Augen. Er taucht sehr selten in der Handlung auf. Wenn, entweder nur als kleinkrimineller Dieb oder dann, wenn er Alfred bzw. Henk fressen möchte. Da er nicht besonders schlau ist und sich leicht austricksen lässt, können beide immer entkommen.

## Synchronisation
- Ryan van den Akker – Alfred J. Kwak
- Klaus Sonnenschein – Henk
- Susanna Bonasewicz – Winnie Wanna
- Dietmar Wunder – Tom Wanna
- Herman van Veen – Johann Kwak
- Marlous Fluitsma – Anna Kwak
- Andreas Mannkopff – Kra
- Wolf Rüdiger Reutermann – Schor Kra
- Eva Maria Miner – Mutter Kra
- Klaus-Peter Grap – Hannes
- Peter Flechtner – Wannes
- Wolfgang Völz – Hippo Nilpferd
- Wolfgang Spier – Lispel
- Patrick Winczewski – Ollie
- Herbert Weicker – Professor Pallias
- Helmut Krauss – Professor Ramses
- Klaus Havenstein – Oberst Rammknall
- Joachim von Ulmann – Baron von Puter
- Gottfried Kramer – Kapitän Stoppel
- Bettina Schön – Lisa Stoppel
- Gerd Duwner – Bootsmannsmaat
- Ghada Al-Akel – Stibitzi
- Frank Odjidja – Hase Schnell
- Hans Teuscher – Bürgermeister Rokodil
- Andrea Brix – Gloria Rokodil
- Hans-Werner Bussinger – Kater Kratznagel
- Andreas Hanft – Herr Bas
- Joachim Cadenbach – König Richard, der Dritte
- Claus Biederstaedt – König Franz Ferdinand
- Udo Schenk – Baron Dachs
- Klaus Dittmann – Kanzler Kröte
- Arnold Marquis – Kerkermeister
- Wolfgang Hess – Kwah Wanna
- Friedrich Georg Beckhaus – Richter Eule
- Jochen Schroeder – Apotheker
- Friedrich Schoenfelder – Antiquitätenhändler
- Till Hagen – Bert Beton
- Alexander Herzog – Inspektor Holmes
- Peter Schiff – Psst
- Jürgen Thormann – Admiral von Großspatzenland
- Marlin Wick – Geppe
- Melvin Quinones – Professor Hannibal Tetzlaff
- Georg Richard Wenkhaus – Parmesanidas
- Horst Pinnow – Riesenkrake
- Wolfgang Ziffer – Weltraumenten-Vater
- Edgar Ott – Ahab
- Harry Wüstenhagen – Erzbischof
- Ingolf Gorges – General Brüll
- Helmut Heyne – Dahdah, der Dritte
- Heinz-Theo Branding – König des Landes von Zwei
- Horst Niendorf – Zirkusdirektor Valentino
- Edith Hancke – Fremdenführerin Annabelle
- Leon Boden – Michael Duckson

## Episodenliste
1. Hurra, er ist da! (アルフレッド誕生)
2. Böse Überraschung (初めてのバースデー)
3. Hinter Gittern (王冠のルビー)
4. Im Brunnen gefangen (父さんはハンク)
5. In letzter Sekunde (ドルフの秘密)
6. Olympiade (レースの行方)
7. Abenteuer auf hoher See (船乗りアルフレッド)
8. Der Spion (マストをあげて)
9. Ein gefährliches Geschenk (ふしぎなボトル)
10. Der Geist in der Flasche (魔法のジュータン)
11. Der Mensch ist los! (面白サーカスピエロ)
12. Die geheimnisvolle Königin (チェスの女王夢冒険)
13. Haltet den Dieb! (ぬすまれた女王の冠)
14. Skrupellose Geschäfte (ノコギリザメを探せ)
15. Die Explosion (嵐の海とたたかう!)
16. Die Reise zum Südpol (クジラ探しの大航海)
17. Rettung aus dem All (宇宙からのお友達)
18. Im ewigen Eis (夜空に南十字星輝く)
19. Rettet die Wale! (海はみんなのもの)
20. Der Alptraum (クワック砂漠に行く)
21. Wasser für die Wüste (王様に貸した金貨)
22. Kra an die Macht! (大金持ドルフの野望)
23. Die Krähenpartei (カラス党から逃げろ)
24. Flucht aus Deichstadt (皇帝になったドルフ)
25. Der Kampf um Deichstadt (空飛ぶ金貨大作戦)
26. Der Schneemensch (心やさしい雪男)
27. Verliebt (君の瞳にひとめぼれ)
28. Ein Geschenk des Königs (王様のおくりもの)
29. Die Burengänse (アトリケへ船は進む)
30. Im Urlaub (南海の小島はカメ)
31. Die Bohrinsel (不思議な海底旅行)
32. Atlantis (海の中のガラス玉)
33. Cowboys und Indianer (西部劇はもういやだ)
34. Der Schatz des Tut Kaz Kammon (古代王朝の薬を探せ)
35. Die Schlange (迷路のピラミッド)
36. Michael Duckson (ピアノなんか大嫌い)
37. Die Entführung (王子様からの招待状)
38. Krach mit den Nachbarn (国境を越えた愛)
39. Die Hexe (魔女のプロポーズ)
40. Der Stausee (ぬすまれた設計図)
41. Der Vulkan (火山島!謎の大噴火)
42. Der Drache (怪獣ドラゴンを救え)
43. Ein Präsident für Gross-Wasserland (王様の新しい国造り)
44. Die Überschwemmung (ドルフの危険な賭け)
45. Das Land von Zwei (謎の病原菌大発生)
46. Pierrot (月のピエロを探せ)
47. Ende gut, alles gut! (魔法のヴァイオリン)
48. Eine Partie Golf (ゴルフがビジネス?)
49. Der Regenbogen (美しき虹を求めて)
50. Das Casino (黄金の壺を捜し出せ)
51. Der Regenwald (緑の自然を守れるか)
52. Und wenn sie nicht gestorben sind (ドルフ最後の闘い)

## Veröffentlichungen
Das Label e-m-s veröffentlichte 2001 die Folgen 1–17 und 20 auf sechs DVDs mit jeweils drei Folgen. Diese DVDs sind inzwischen nur noch schwer erhältlich. 2006 erschienen 12 weitere DVDs mit je drei Folgen bei dem Label Disky. Hier erschienen die Folgen 1–5, 7–8, 11, 14–19, 26–32, 34–38, 40–44, 48–52 in nicht chronologischer Reihenfolge. Zwölf dieser Folgen waren bereits in der alten Reihe erschienen. Im Oktober und Dezember 2013 hat Universal Music über sein Label Karussell vier DVD-Boxen mit jeweils 13 Folgen veröffentlicht. Somit sind erstmals alle Folgen auf DVD in Deutschland erhältlich.
Die Firma Karussell veröffentlichte die erste Staffel auf 13 Hörspiel-Kassetten mit jeweils zwei Folgen pro Kassette. Die Folgen basierten zum größten Teil auf der Audiospur der Zeichentrick-Serie.
Darüber hinaus existieren noch 5 weitere Hörspielkassetten der zweiten Staffel, die lediglich in einer äußerst geringen Auflage in den Handel gelangten und inzwischen einen überaus hohen Sammlerwert besitzen. Diese Kassetten (Folgen 14 bis 18) enthalten auch jeweils zwei Folgen pro Kassette.
Im November 1989 erschien in den Niederlanden und in Deutschland eine Audio-CD unter dem Namen Rote Wangen. Darauf folgend erschien im Oktober 1990 die Audio-CD Alfred Jodocus Kwak – Guten Morgen und im April 1992 die Audio-CD Alfred Jodocus Kwak – Plätscher, Plitscher, Feder. In Japan erschien 1989 eine Audio-CD mit jeweils der Titelmusik und der Abspannmusik der Zeichentrickserie, welche 1995, 2006 und 2013 unter einer neuen Auflage veröffentlicht wurden.

## Adaptionen

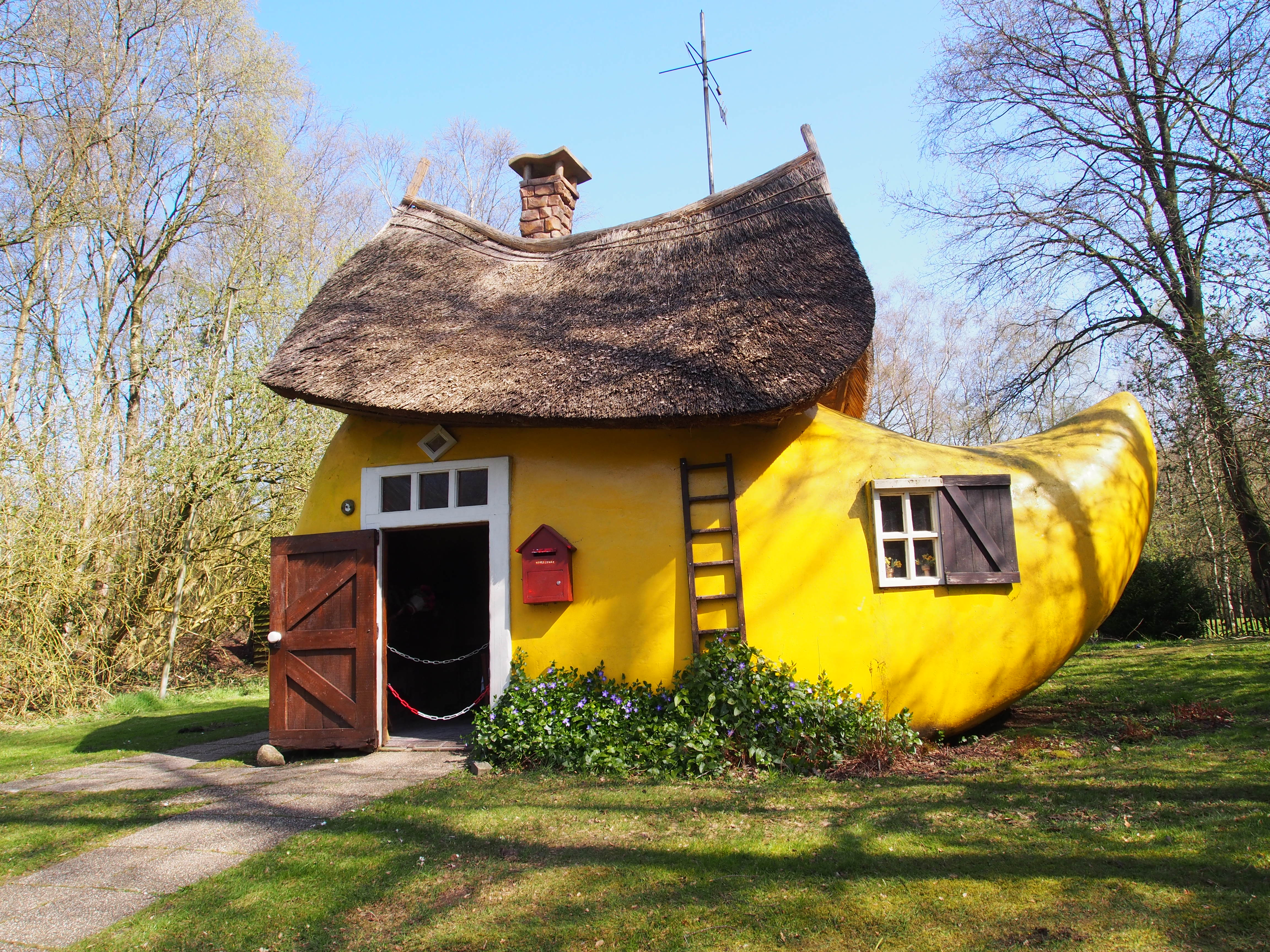
Holzschuhhaus Alfred J. Kwaks in Barger Compascuum

Herman van Veen kündigte 2008 einen Kinofilm an, in dem es um einen Sohn Kwaks gehen soll, stattdessen erschien 2009 ein Bilderbuch und 2010 ein Hörbuch. Ein Musical wurde am 14. Juni 2011 im Theater DeLaMar in Amsterdam uraufgeführt, bereits am 25. Juni desselben Jahres fand die bisher letzte Aufführung statt. 2012 kündigte van Veen für 2013 erneut einen Kinofilm an, und es sollte eine computeranimierte Serie unter dem Titel Alfred J. Kwak Junior erscheinen. Nach dem Tod des Charakterdesigners Harald Siepermann konnten die Pläne bisher nicht realisiert werden. An dessen Stelle wurde 2016 der niederländische Zeichner Gijs van der Lelij arrangiert, welcher seitdem in Zusammenarbeit mit Herman van Veen Bilderbücher von Alfred J. Kwak veröffentlicht. Die Produktion des Kinofilms sowie der Nachfolgerserie lag seitdem jedoch weiterhin auf Eis.
Ende 2023 wurde ein von Herman van Veen gefördertes Crowdfunding-Projekt gestartet, dem die Produktion einer neuen Zeichentrickserie, Alfred J. Kwak Juniors, zum Ziel gesetzt wurde. Bis 2028 sollen zwei Staffeln der Serie und ein ergänzender Langfilm produziert werden.
Das Haus von Alfred J. Kwak in Form eines Holzschuhs wurde 1999 im Veenpark in Barger Compascuum aufgestellt. Der Platz wurde von Herman van Veen persönlich ausgesucht, dessen Familie aus Drenthe stammt und der daher zeitlebens mit der dortigen Moorlandschaft verbunden war. Zugleich erwies er mit der Ortswahl nahe der deutschen Grenze seinem dortigen Publikum seine Reverenz. Laut RTV Drenthe versuchte der Veenpark 2006, das Holzschuhhaus „loszuwerden“, da angeblich das Haus nicht für zusätzliche Besucher und damit Einnahmen sorge. Das Kwak-Haus steht aber auch heute (2019) noch im Veenpark.
Teile der Serie wurden 2006 in der visualisierten Linzer Klangwolke verwendet, die unter der Leitung von Herman van Veen realisiert wurde.